# آرتور دوپون
آرتور دوپون (فرانسوی: Arthur Dupont‎؛ زادهٔ ۲۶ ژوئیهٔ ۱۹۸۵) یک هنرپیشه اهل فرانسه است. وی از سال ۲۰۰۱ میلادی تاکنون مشغول فعالیت بوده‌است. 
از فیلم‌ها یا برنامه‌های تلویزیونی که وی در آن نقش داشته است می‌توان به آرسن لوپن، پرنده زرد اشاره کرد.